# Адель Аль-Накби
Адель Али Аль-Накби (англ. Adel Ali Al-Naqbi; род. 10 января 1982) — эмиратский футбольный судья.

## Биография
Начал судить матчи чемпионата ОАЭ в сезоне 2010/11. Арбитр ФИФА с 2016 года. На международном уровне дебютировал в 2017 году, отсудив товарищеский матч между Оманом и Афганистаном. В 2018 году дебютировал в качестве судьи на Кубке АФК, а в 2022 году — в Лиге чемпионов АФК.
Судил матчи молодёжного чемпионата Азии для игроков до 23 лет в 2022 году. В 2023 году был приглашён работать на матчах Кубка Азии в Катаре.
Адель Аль-Накби был отобран в качестве судьи на Олимпийские игры 2024 года в Париже.